# The Analyst
The Analyst – the Analytical Journal of the Royal Society of Chemistry ist eine wissenschaftliche Fachzeitschrift, die von der Royal Society of Chemistry veröffentlicht wird. Die erste Ausgabe erschien im Jahr 1877 bei der Vorgängerorganisation Society for Analytical Chemistry. Derzeit erscheint die Zeitschrift mit 24 Ausgaben im Jahr. Es werden Artikel aus allen Bereichen der analytischen Chemie veröffentlicht.
Der Impact Factor lag im Jahr 2019 bei 3,978. Nach der Statistik des ISI Web of Knowledge wurde das Journal 2014 in der Kategorie analytische Chemie an siebenter Stelle von 74 Zeitschriften geführt.
Es gab auch kurzlebige Mathematikzeitschriften dieses Namens im 19. Jahrhundert in den USA (aus einer gingen die Annals of Mathematics hervor).